# Schloss Bonbruck

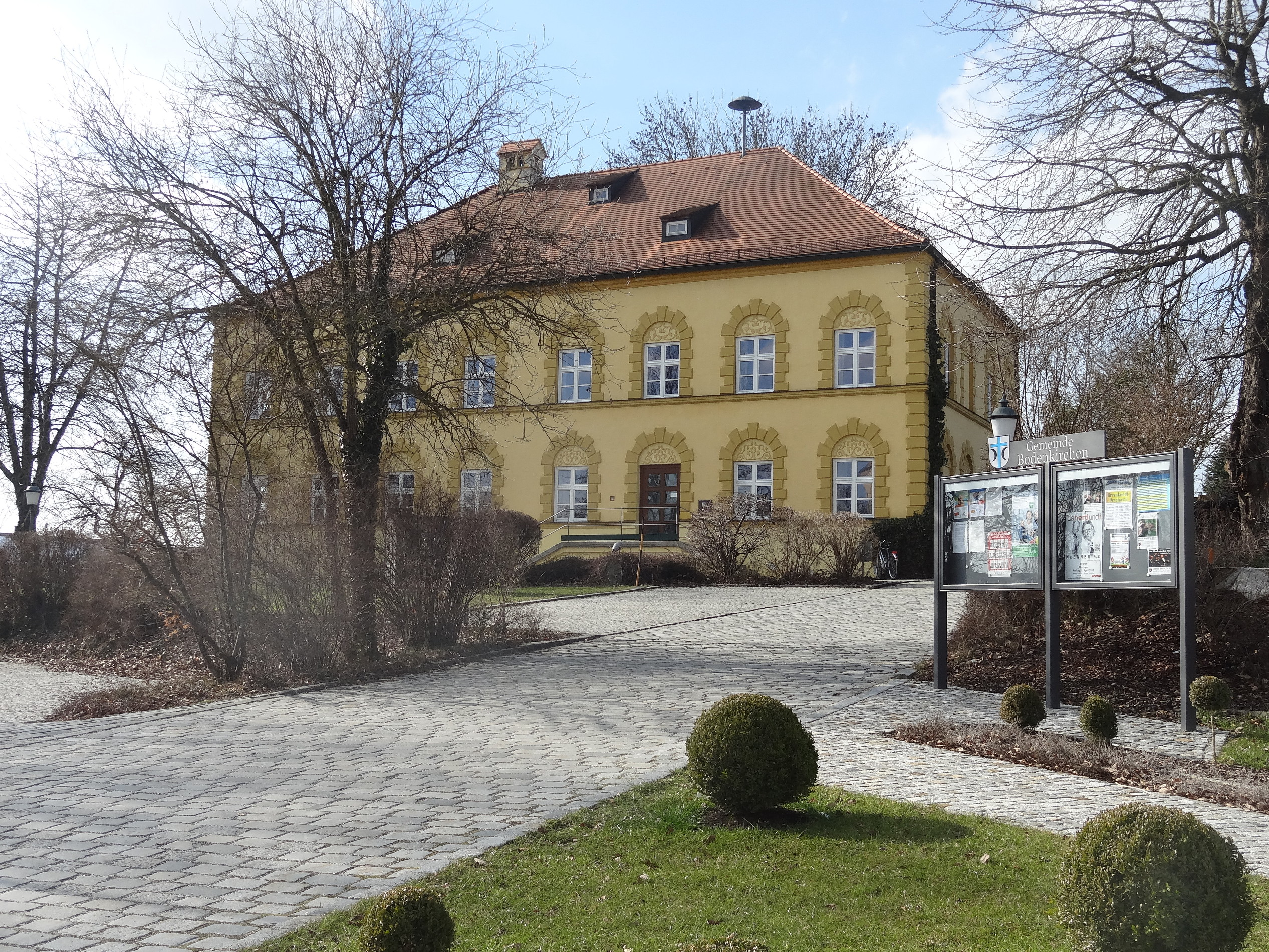
Außenansicht des ehem. Schlosses Bonbruck

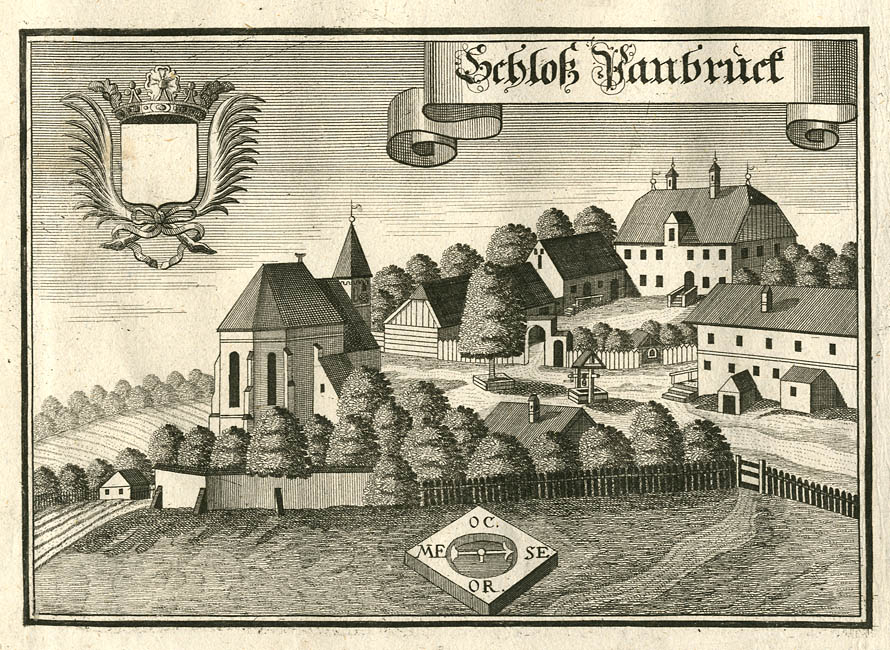
Kupferstich des Schlosses von Michael Wening (1723)

Das Schloss Bonbruck ist ein ehemaliges Hofmarkschloss in Bonbruck, einem Ortsteil von Bodenkirchen im niederbayerischen Landkreis Landshut. Seit 1983 ist in dem Gebäude das Rathaus der Gemeinde untergebracht, nachdem es lange Jahre als Schulgebäude genutzt wurde. Die Anlage wird als denkmalgeschütztes Baudenkmal unter der Aktennummer D-2-74-120-21 geführt. Ebenso wird sie als Bodendenkmal unter der Aktennummer D-2-7540-0016 und der Beschreibung „untertägige mittelalterliche und frühneuzeitliche Befunde im Bereich des ehem. Schlosses in Bonbruck, darunter Spuren von Nebengebäuden, Vorgängerbauten bzw. älterer Bauphasen“ genannt.

## Geschichte
Das Schloss wurde entweder im frühen 14. Jahrhundert von den Herzögen von Bayern-Landshut oder um 1400 vom Adelsgeschlecht der Ebenhauser auf einer Anhöhe über der Bina errichtet. Damit ist Bonbruck nur eines von mehreren ehemaligen Hofmarkschlössern im Binatal im Gebiet der heutigen Gemeinde Bodenkirchen. Dazu gehören auch Rothenwörth, Binabiburg, Niederaich, Hilling und Langquart.
Später war das Schloss im Besitz der Tabertshofer, bevor es 1639 durch Peter von Deuring zu Hohenthann erworben wurde. Schon 1661 verkaufte dieser es wieder an Albert Heinrich Everhardt, von dem noch heute ein Grabstein im Chor der Pfarrkirche von Bonbruck Zeugnis gibt. Das alte Schloss, das 1648 kurz vor Ende des Dreißigjährigen Krieges beim Dorfbrand ein Raub der Flammen wurde, stand direkt am Ufer der Bina. In der Folgezeit wurde ein neues barockes Schloss nahe der Ortskirche errichtet. Am 22. März 1825 ging die  Hofmark Bonbruck mit neun Hintersassen von Johann  Nepomuk  Freiherr von Tänzl an Franz Xaver Freiherr von Feury (Feuri), Postmeister und Regierungskämmerer von Landshut, zu Hilling über. Am 28. Oktober 1864 starb der Hofmarkbesitzer von Hilling und Bonbruck, Franz Xaver von Feury im 91. Lebensjahr und in der Folge mussten Bonbruck und Hilling gerichtlich veräußert  werden. Das Schloss Bonbruck wurde nach der Übersiedelung der Familie Feury nach München, von einer Tante des Barons Feury um 7.000 Gulden an David Bauer von Englberg (Oberenglberg, heute Vilsbiburg zugehörig) verkauft. Am 23. Januar 1867 ging das Schloss Bonbruck um 5.750 Gulden an die Schulgemeinde von Bonbruck über. Im 19. Jahrhundert wurde das Schloss dann baulich verändert und anschließend als Schulgebäude genutzt. In dem Schloss ist nun die Gemeindeverwaltung von Bonbruck untergebracht. Auf dem Gelände befinden sich heute eine Behindertenwohneinrichtung und eine Förderschule.

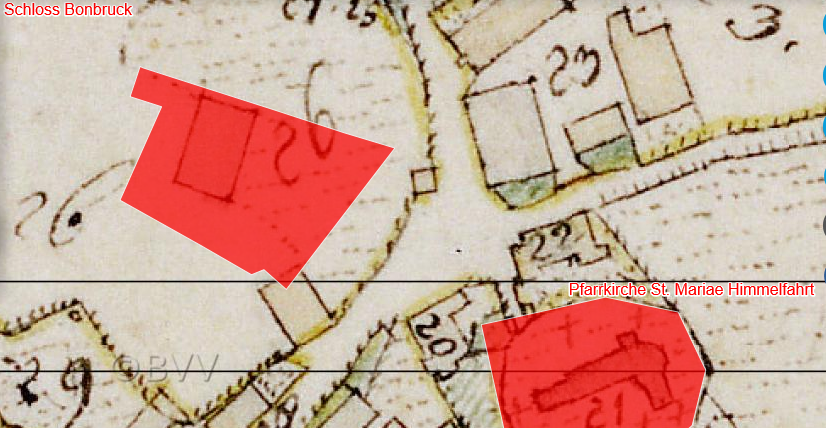
Lageplan vom Schloss Bonbruck auf dem Urkataster von Bayern

## Beschreibung
Bei Schloss Bonbruck handelt es sich um einen zweigeschossigen Walmdachbau mit acht Fensterachsen. Die Fassade ist durch aufwändige Rustizierungen, vor allem im Bereich der Fenster, gegliedert.